# Wang Meiyin
Dans ce nom chinois, le nom de famille, Wang, précède le nom personnel Meiyin.
Wang Meiyin (王美银), né le 26 décembre 1988, est un coureur cycliste chinois.

## Biographie
En 2011, il prend la 4e place du Tour de Hainan grâce aux bonifications récoltées lors de ses échappées.
En 2012, il termine meilleur grimpeur du Tour de Hainan.
En 2013, il se révèle en remportant la 3e étape étape du Tour de Langkawi en solitaire. Il fait coup double en prenant à cette occasion le maillot de leader du classement général. Il perd ce dernier lors de la 5e étape arrivant aux Genting Highlands. Il s'adjuge tout de même le classement de la montagne et la 5e place de l'épreuve.

## Palmarès
- 2006
  -  Champion de Chine sur route juniors
- 2012
  - 2e du championnat de Chine sur route
  - 3e du championnat de Chine du contre-la-montre
- 2013
  - 3e étape du Tour de Langkawi
- 2014
  -  Champion de Chine du critérium
- 2015
  - 5e étape du Tour de Chine I
  - 3e du championnat de Chine sur route
- 2018
  - 3e du championnat de Chine sur route
- 2020
  -  Champion de Chine sur route

## Classements mondiaux
| Année         | 2010 | 2011 | 2012 | 2013 | 2014 |
| ------------- | ---- | ---- | ---- | ---- | ---- |
| UCI Asia Tour | 319e | 317e | 91e  | 31e  | 46e  |